# Руђа (Бихор)
Руђа (рум. Rugea) насеље је у Румунији у округу Бихор у општини Бојану Маре. Oпштина се налази на надморској висини од 205 m.

## Становништво
Према подацима из 2002. године у насељу је живело 7 становника.